# Almer Softic
Almer Softic (* 16. Februar 2003 in Wien) ist ein österreichischer Fußballspieler bosnischer Abstammung.

## Karriere

### Verein
Softic begann seine Karriere beim Post SV Wien. Zur Saison 2010/11 wechselte er in die Jugend des SK Rapid Wien, bei dem er ab der Saison 2017/18 auch in der Akademie spielte. Zur Saison 2020/21 rückte er in den Kader der zweiten Mannschaft von Rapid.
Sein Debüt für diese in der 2. Liga gab er im September 2020, als er am dritten Spieltag der Saison 2020/21 gegen den Floridsdorfer AC in der 84. Minute für Melih İbrahimoğlu eingewechselt wurde. Insgesamt kam er zu 40 Zweitligaeinsätzen für Rapid II, ehe er mit dem Team 2023 aus der 2. Liga abstieg. Anschließend absolvierte er in der Saison 2023/24 bis zur Winterpause neun Partien in der Regionalliga für das Team.
Im Jänner 2024 wurde er an den Zweitligisten Floridsdorfer AC verliehen. Für Floridsdorf absolvierte er bis Saisonende zwölf Zweitligapartien. Im Juni 2024 wurde die Leihe anschließend um eine weitere Saison verlängert. In der Saison 2024/25 kam er fünfmal zum Einsatz.
Nach dem Ende der Leihe kehrte Softic nicht zu Rapid zurück, sondern wechselte zur Saison 2025/26 zu Regionalligist Favoritner AC.

### Nationalmannschaft
Softic debütierte im September 2019 gegen die Schweiz für die österreichische U-17-Auswahl. Im Juni 2021 debütierte er gegen Italien für die U-18-Mannschaft. Im März 2022 gab er gegen Dänemark sein Debüt im U-19-Team.